# Kristallen
Kristallen (dansk: "Krystallen") er en årlig tv-pris, der tildeles tv-personligheder og tv-programmer i Sverige. Komitéens pris Det svenska tevepriset blev uddelt første gang i 2005. Prisen uddeles med det formål at give Sverige en pendant til den prestigefyldte amerikanske Emmy Award.

## Priskategorier
Der findes tre forskellige typer af priser: De fleste er jurypriser, hvortil de nominerede programmer udvælges af jurygrupper bestående af brancheeksperter, og vinderne udvælges af en vinderjury på ca. 9-10 personer.  Desuden findes der publikumspriser, hvor SVT, NENT, TV4 og Discovery giver sine seere mulighed for at vælge en kandidat inden for hver kategori ved online-afstemning; hvorefter seerne stemmer på vinderne under gallaen, og endelig som det tredje en hæderspris, hvor vinderen vælges af komitéens bestyrelse. Der præsenteres ingen nominerede til hædersprisen.

## Nominerede fra 2005 og frem
- Kristallen.tv/nominerede